# Perpetuum Jazzile
Perpetuum Jazzile — музыкальный хоровой коллектив из Любляны (Словения), поющий в стиле a cappella на словенском и английском языках.
Хор наиболее известен своей версией песни Africa группы Toto, высоко оцененной соавтором оригинала Дэвидом Пэйчем (в 2011 году Toto и Perpetuum Jazzile провели совместный концерт). Видеозапись её концертного исполнения (англ.) на YouTube с 2009 года набрала более двадцати миллионов просмотров.
Каждый год осенью совместно со словенскими и зарубежными музыкантами устраивает концерт Vokal Xtravaganzza в концертном зале имени Ивана Цанкара в Любляне. Регулярно выступает вместе с джазовым ансамблем Словенского радио и телевидения.
Группа включает в себя исполнителей обоих полов (например, в 2013 году в составе было 24 женщины и 17 мужчин).

## История
Коллектив под названием Камерный хор Гаудеамус (словен. Komorni zbor Gaudeamus) был создан в 1983 году Марко Тираном (словен. Marko Tiran), который руководил им на протяжении более чем 17 лет.
В 2001 году группу возглавил Томаж Козлевчар. За 10 лет его руководства коллектив сменил название и получил международное признание. В 2011—2014 хором управлял Педер Карлссон (словен. Peder Karlsson).
В 2011 году группа совершила мировое турне, в рамках которого посетила Германию, Канаду, США, Хорватию и Чехию.

## Награды
В 2008 году коллектив завоевал награду Vokal Total на международных соревнованиях а капелла в рамках Всемирных хоровых игр в Граце (Австрия).
В 2010 году хор получил главную словенскую музыкальную премию Viktor.

## Дискография
- Ko boš prišla na Bled (2000) COBISS 12747068
- Pozabi, da se ti mudi (2003) COBISS 13669180
- As… (2004)
- Čudna noč (2006) COBISS 14396732
- Africa (2009)
- Perpetuum Jazzile Live (2009)
- Vocal Ecstasy (2012)
- Thank You For The Music (2013) — к 30-летнему юбилею
- Both Sides (2016)
- So najlepše pesmi že napisane (2018)